# Maria Anna di Borbone-Conti
Maria Anna di Borbone-Conti (Versailles, 18 aprile 1689 – Parigi, 21 marzo 1720) fu la prima moglie di Luigi Enrico, duca di Borbone, e come tale divenne Principessa di Condé; morì senza dare eredi alla casata del marito.

## Biografia

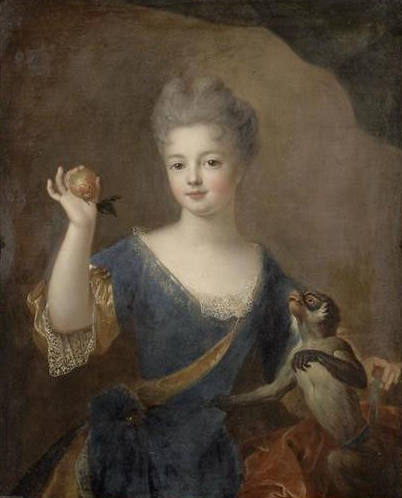
Maria Anna ritratta nell'infanzia da Pierre Gobert.

### Infanzia
Maria Anna era la figlia maggiore della devota Maria Teresa di Borbone-Condé e del suo promiscuo marito, Francesco Luigi, principe di Conti. Il padre non ricambiava l'affetto e l'amore della moglie, bensì viveva come un libertino, ingaggiando numerose relazioni amorose con persone di ambo i sessi; la sua condotta scandalosa e la sua dissolutezza crearono delle tensioni all'interno della famiglia e gli valsero il soprannome di Grand Conti.
Maria Anna era una Principessa del Sangue; dalla nascita e fino al matrimonio all'età di ventiquattro anni, lei venne conosciuta con l'appellativo di Mademoiselle de Conti. Maria Anna era la maggiore dei sette figli dei Principi di Conti, benché solamente lei e altri due sopravvissero fino all'età adulta: questi furono il fratello Luigi Armando, che succedette al padre nei titoli della Casa di Conti nel 1709, e la sorella Luisa Adelaide, mademoiselle de La Roche-sur-Yon. Maria Anna era considerata la più attraente delle due sorelle ed infatti essa si sposò, mentre Luisa Adelaide rimase nubile per tutta la vita.

### Matrimonio
Nel 1713 venne data in moglie al cugino Luigi Enrico, duca di Borbone e principe di Condé; egli era conosciuto come Monsieur le Duc. Maria Anna ed il fratello sposarono due fratelli Condè in una cerimonia nuziale congiunta celebrata nella Reggia di Versailles il 9 agosto; suo fratello sposò infatti la bellissima Luisa Elisabetta di Borbone-Condé. Dopo il matrimonio, Maria Anna si poté fregiare del titolo di Sua Altezza Serenissima Madame la Principessa di Condé; suo marito era il figlio maggiore di Luisa Francesca di Borbone-Francia (figlia legittimata di re Luigi XIV e dell'amante, Madame de Montespan), vecchia amante del padre di Maria Anna. La sorella minore di Luigi Enrico di Borbone-Condé, chiamata anch'essa Maria Anna, era probabilmente una figlia illegittima del padre di Maria Anna di Borbone-Conti, e quindi sua sorellastra.

### Morte
I neo sposi, nonostante restarono uniti per sette anni, non ebbero figli; Maria Anna morì infatti a Parigi nel 1720, all'età di trent'anni. Essa riuscì a riconciliarsi con sua madre dopo la morte del padre nel 1709.
Rimasto vedovo, il Principe di Condé si risposò nel 1728 con una giovane principessa tedesca, la langravia Carolina d'Assia-Rotenburg.

## Ascendenza
|                                    |                           |                                    | Genitori                       |  |  | Nonni |  |  | Bisnonni                   |  |  | Trisnonni                 |  |
|                                    |                           |                                    |                                |  |  |       |  |  | Enrico II di Borbone-Condé |  |  | Enrico I di Borbone-Condé |  |
|                                    |                           |                                    |                                |  |  |       |  |  | Enrico II di Borbone-Condé |  |  | Enrico I di Borbone-Condé |  |
|                                    |                           | Carlotta Caterina de La Trémoille  |                                |  |  |       |  |  | Enrico II di Borbone-Condé |  |  |                           |  |
| Armando di Borbone-Conti           |                           |                                    |                                |  |  |       |  |  | Enrico II di Borbone-Condé |  |  |                           |  |
|                                    |                           | Carlotta Margherita di Montmorency | Enrico I di Montmorency        |  |  |       |  |  |                            |  |  |                           |  |
|                                    |                           | Carlotta Margherita di Montmorency | Enrico I di Montmorency        |  |  |       |  |  |                            |  |  |                           |  |
|                                    |                           | Carlotta Margherita di Montmorency | Luisa di Budos de Portes       |  |  |       |  |  |                            |  |  |                           |  |
| Francesco Luigi di Borbone-Conti   |                           | Carlotta Margherita di Montmorency |                                |  |  |       |  |  |                            |  |  |                           |  |
|                                    |                           | Geronimo Martinozzi                | Vincenzo Martinozzi            |  |  |       |  |  |                            |  |  |                           |  |
|                                    |                           | Geronimo Martinozzi                | Vincenzo Martinozzi            |  |  |       |  |  |                            |  |  |                           |  |
|                                    |                           | Geronimo Martinozzi                | Margherita Marcolini           |  |  |       |  |  |                            |  |  |                           |  |
| Anna Maria Martinozzi              |                           | Geronimo Martinozzi                |                                |  |  |       |  |  |                            |  |  |                           |  |
|                                    |                           | Laura Margherita Mazarino          | Pietro Mazarino                |  |  |       |  |  |                            |  |  |                           |  |
|                                    |                           | Laura Margherita Mazarino          | Pietro Mazarino                |  |  |       |  |  |                            |  |  |                           |  |
|                                    |                           | Laura Margherita Mazarino          | Ortensia Buffalini             |  |  |       |  |  |                            |  |  |                           |  |
| Maria Anna di Borbone              |                           | Laura Margherita Mazarino          |                                |  |  |       |  |  |                            |  |  |                           |  |
|                                    | Luigi II di Borbone-Condé | Enrico II di Borbone-Condé         |                                |  |  |       |  |  |                            |  |  |                           |  |
|                                    | Luigi II di Borbone-Condé | Enrico II di Borbone-Condé         |                                |  |  |       |  |  |                            |  |  |                           |  |
|                                    | Luigi II di Borbone-Condé | Carlotta Margherita di Montmorency |                                |  |  |       |  |  |                            |  |  |                           |  |
| Enrico III Giulio di Borbone-Condé | Luigi II di Borbone-Condé |                                    |                                |  |  |       |  |  |                            |  |  |                           |  |
|                                    |                           | Chiara Clemenza di Maillé          | Urbano di Maillé-Brézé         |  |  |       |  |  |                            |  |  |                           |  |
|                                    |                           | Chiara Clemenza di Maillé          | Urbano di Maillé-Brézé         |  |  |       |  |  |                            |  |  |                           |  |
|                                    |                           | Chiara Clemenza di Maillé          | Nicole du Plessis de Richelieu |  |  |       |  |  |                            |  |  |                           |  |
| Maria Teresa di Borbone-Condé      |                           | Chiara Clemenza di Maillé          |                                |  |  |       |  |  |                            |  |  |                           |  |
|                                    |                           | Edoardo del Palatinato             | Federico V Elettore Palatino   |  |  |       |  |  |                            |  |  |                           |  |
|                                    |                           | Edoardo del Palatinato             | Federico V Elettore Palatino   |  |  |       |  |  |                            |  |  |                           |  |
|                                    |                           | Edoardo del Palatinato             | Elisabetta Stuart              |  |  |       |  |  |                            |  |  |                           |  |
| Anna Enrichetta del Palatinato     |                           | Edoardo del Palatinato             |                                |  |  |       |  |  |                            |  |  |                           |  |
|                                    |                           | Anna Maria di Gonzaga              | Carlo I di Gonzaga-Nevers      |  |  |       |  |  |                            |  |  |                           |  |
|                                    |                           | Anna Maria di Gonzaga              | Carlo I di Gonzaga-Nevers      |  |  |       |  |  |                            |  |  |                           |  |
|                                    |                           | Anna Maria di Gonzaga              | Caterina di Lorena             |  |  |       |  |  |                            |  |  |                           |  |
|                                    |                           | Anna Maria di Gonzaga              |                                |  |  |       |  |  |                            |  |  |                           |  |

## Titoli nobiliari
- 18 aprile 1689 – 9 agosto 1713: Sua Altezza Serenissima Mademoiselle de Conti
- 9 agosto 1713 – 21 marzo 1720: Sua Altezza Serenissima la Principessa di Condé